# Suomensarja 1943/44
Die Suomensarja 1943/44 war die sechste offizielle Spielzeit der zweithöchsten finnischen Fußballliga und die erste unter dem neuen Namen.

## Modus
Die acht Mannschaften spielten die Saison nur in einer Runde aus. Zum ersten Mal nahmen auch Vereine aus dem Arbeiterverband TUL teil, die jedoch nach dieser Saison wieder zurückzogen. Trotz des Krieges wurde die Saison bis auf zwei Spiele zu Ende gespielt. Ursprünglich sollten zehn Vereine teilnehmen, jedoch mussten Porvoon Akilles und Kuopion PS wegen Spielermangel absagen.
Die besten vier Teams erhielten einen Platz in der Mestaruussarja 1945.

## Teilnehmer
| Verein               | Stadt       |
| -------------------- | ----------- |
| Helsingin Kullervo   | Helsinki    |
| Helsingin Palloseura | Helsinki    |
| Helsingin Toverit    | Helsinki    |
| IF Drott             | Jakobstad   |
| Kotkan TP            | Kotka       |
| Åbo IFK              | Turku       |
| Haka Valkeakoski     | Valkeakoski |
| VPV Vaasa            | Vaasa       |

## Abschlusstabelle
| Pl. | Verein                   | Sp. | S | U | N | Tore    | Diff. | Punkte |
| --- | ------------------------ | --- | - | - | - | ------- | ----- | ------ |
| 1.  | Helsingin Palloseura (N) | 6   | 5 | 1 | 0 | 029:700 | +22   | 11:10  |
| 2.  | VPV Vaasa (N)            | 7   | 5 | 0 | 2 | 024:200 | +4    | 10:40  |
| 3.  | IF Drott                 | 6   | 3 | 2 | 1 | 018:120 | +6    | 08:40  |
| 4.  | Haka Valkeakoski         | 7   | 3 | 1 | 3 | 009:160 | −7    | 07:70  |
| 5.  | Åbo IFK (N)              | 7   | 2 | 2 | 3 | 012:130 | −1    | 06:80  |
| 6.  | Kotkan TP (N)            | 7   | 2 | 2 | 3 | 013:140 | −1    | 06:80  |
| 7.  | Helsingin Kullervo (N)   | 6   | 2 | 0 | 4 | 009:190 | −10   | 04:80  |
| 8.  | Helsingin Toverit (N)    | 6   | 0 | 0 | 6 | 009:220 | −13   | 0:12   |

| (N) | Aufsteiger |